# 福尔孔王朝
福尔孔王朝（瑞典語：Folkungaätten）一译富尔昆王朝，也称比耶博王朝（瑞典語：Bjälboätten）是中世纪统治瑞典和挪威的一个王朝。1250年，瑞典国王埃里克十一世死后无嗣，于是当时瑞典的实际统治者摄政伯爵比尔耶尔就立其子瓦尔德玛·比耶松为瑞典国王，是为王朝之始。统治期间，瑞典的封建化进程加快，王权进一步扩大，并在瑞典确立了稳固的世袭君主制，制订出能推行全境的法律。但是福尔孔家族在建立中央集权的君主专制过程中损害了拥有封地的贵族富豪的阶级利益，矛盾日益尖锐。到马格努斯·埃里克松时，福尔孔王朝在瑞典的统治被来自梅克伦堡的统治者阿尔伯特推翻。但是马格努斯·埃里克松因为其母亲为挪威国王哈康五世之女英格堡·哈康斯多塔，所以他同时也继承了挪威王位。福尔孔王朝转而统治挪威王国（1319年－1387年）。传至奥拉夫四世（1380年－1387年在位，因其母亲玛格丽特一世是丹麦国王瓦尔德玛四世的女儿，所以他也是丹麦国王），死后无嗣，王统终绝。